# Hyttjärnen, Lappland
Hyttjärnen är en sjö i Arvidsjaurs kommun i Lappland och ingår i Byskeälvens huvudavrinningsområde. Sjön har en area på 0,0396 kvadratkilometer och ligger 376,1 meter över havet.

## Delavrinningsområde
Hyttjärnen ingår i det delavrinningsområde (725898-167166) som SMHI kallar för Ovan 726172-167174. Medelhöjden är 388 meter över havet och ytan är 11 kvadratkilometer. Det finns inga avrinningsområden uppströms utan avrinningsområdet är högsta punkten. Saltbäcken som avvattnar avrinningsområdet har biflödesordning 3, vilket innebär att vattnet flödar genom totalt 3 vattendrag innan det når havet efter 128 kilometer. Avrinningsområdet består mestadels av skog (60 procent) och sankmarker (37 procent). Avrinningsområdet har 0,13 kvadratkilometer vattenytor vilket ger det en sjöprocent på 1,2 procent.